# Provinz Málaga
Die Provinz Málaga (spanisch Provincia de Málaga) ist eine der südlichen unter den acht Provinzen der autonomen Region Andalusien in Südspanien. Die Hauptstadt ist Málaga.

## Geografie
Málaga grenzt im Südwesten an die Provinz Cádiz, im Nordwesten an Sevilla, im Norden an Córdoba und im Osten an Granada. Die Südküste, die Costa del Sol, liegt am Mittelmeer.
Die Provinz Málaga ist mit einer Fläche von 7.301,45 km² die kleinste unter den acht Provinzen Andalusiens. Im Jahre 2024 lebten 1.773.136 Menschen in der Provinz, etwa ein Drittel davon in der Stadt Málaga; die Bevölkerungsdichte betrug 243 Einwohner pro Quadratkilometer.
Zentrum der Provinz ist die Hauptstadt, ein Industrie- und Handelsknoten, dessen Hafen und Flughafen wichtige Verkehrszentren bilden.

### Naturraum
Die folgenden fünf Naturparks liegen in der Provinz Málaga:
- Parque Natural Sierra de las Nieves.
- Parque Natural Montes de Málaga.
- Parque Natural Los Alcornocales.
- Parque Natural Sierra de Grazalema.
- Parque Natural Sierras de Tejeda, Almijara y Alhama.

## Verwaltungsgliederung

### Comarcas

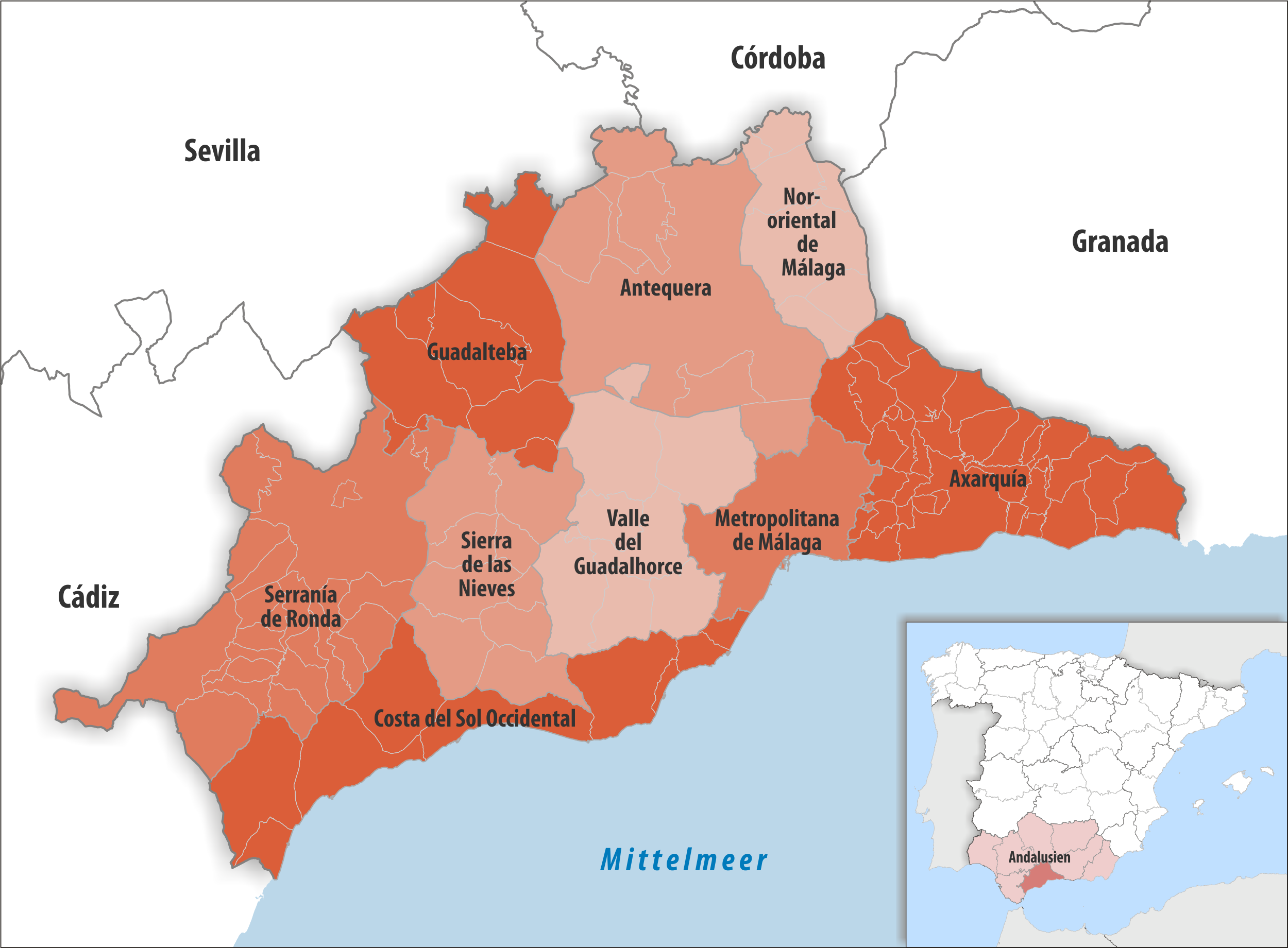
Comarcas in der Provinz Málaga

| Comarca                  | Gemeinden | Einwohner (2024) | Fläche km² | Dichte Einw./km² | Hauptort     |
| ------------------------ | --------- | ---------------- | ---------- | ---------------- | ------------ |
| Antequera                | 7         | 66.186           | 1.148,94   | 58               | Antequera    |
| Axarquía                 | 31        | 231.307          | 1.023,72   | 226              | Vélez-Málaga |
| Costa del Sol Occidental | 9         | 600.823          | 803,65     | 748              | Marbella     |
| Guadalteba               | 8         | 24.060           | 760,93     | 32               | Campillos    |
| Metropolitana de Málaga  | 1         | 591.637          | 395,13     | 1.497            | Málaga       |
| Nororiental de Málaga    | 7         | 27.285           | 434,75     | 63               | Archidona    |
| Serranía de Ronda        | 23        | 51.435           | 1.247,96   | 41               | Ronda        |
| Sierra de las Nieves     | 9         | 23.642           | 680,81     | 35               |              |
| Valle del Guadalhorce    | 8         | 156.761          | 805,56     | 195              | Coín         |
| Provinz Málaga           | 103       | 1.773.136        | 7.301,45   | 243              | Málaga       |

## Gerichtsbezirke

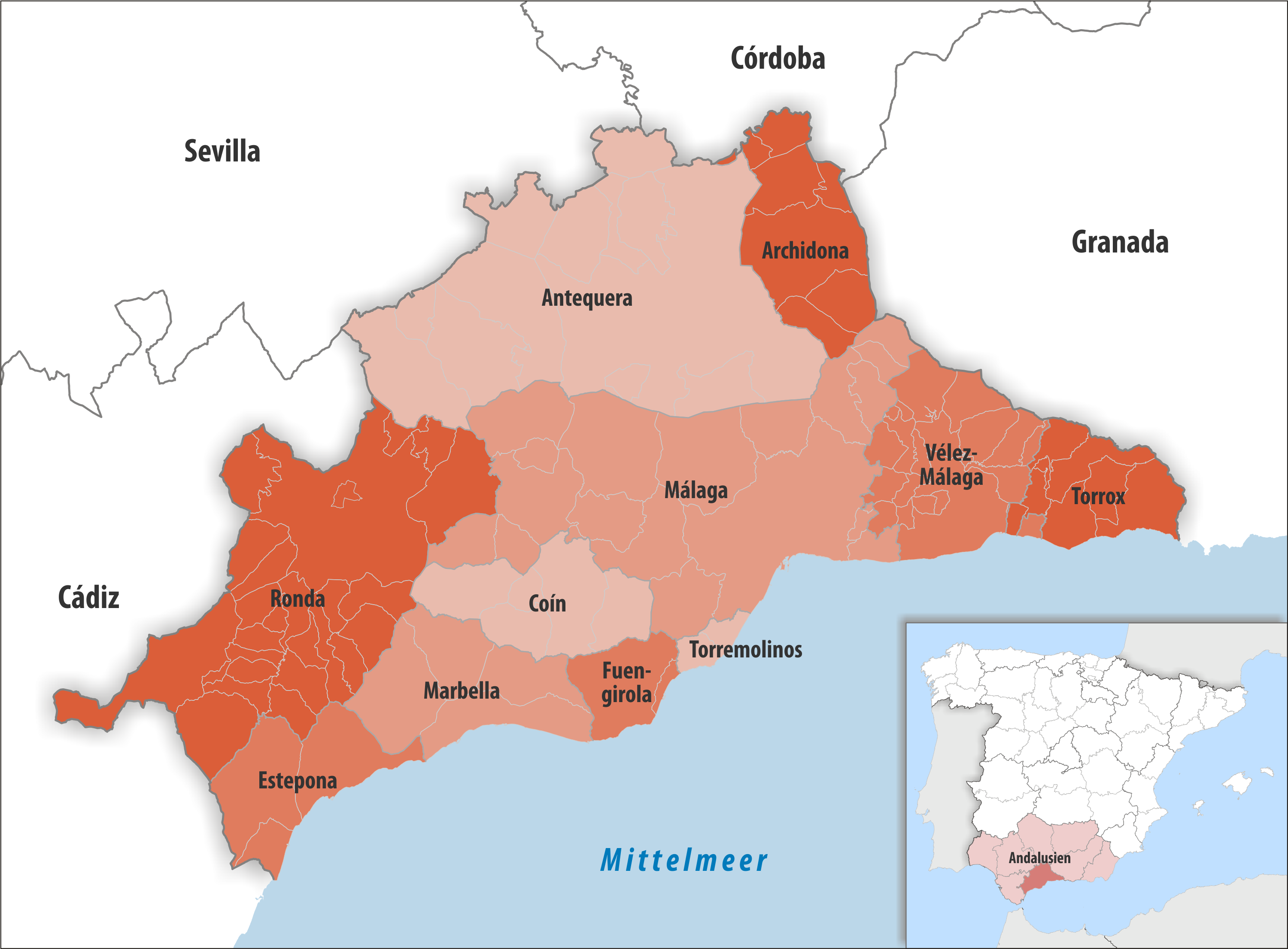
Gerichtsbezirke in der Provinz Málaga

| Gerichtsbezirk | Gemeinden | Einwohner (2024) | Fläche km² | Dichte Einw./km² | Hauptquartier |
| -------------- | --------- | ---------------- | ---------- | ---------------- | ------------- |
| Antequera      | 12        | 83.709           | 1.718,80   | 49               | Antequera     |
| Archidona      | 7         | 27.285           | 434,75     | 63               | Archidona     |
| Coín           | 5         | 61.280           | 374,96     | 163              | Coín          |
| Estepona       | 3         | 104.998          | 335,43     | 313              | Estepona      |
| Fuengirola     | 2         | 179.161          | 159,17     | 1.126            | Fuengirola    |
| Málaga         | 18        | 768.376          | 1.575,98   | 488              | Málaga        |
| Marbella       | 4         | 174.381          | 447,52     | 390              | Marbella      |
| Ronda          | 25        | 54.798           | 1.382,31   | 40               | Ronda         |
| Torremolinos   | 2         | 148.587          | 46,78      | 3.176            | Torremolinos  |
| Torrox         | 8         | 60.580           | 295,95     | 205              | Torrox        |
| Vélez-Málaga   | 17        | 109.981          | 529,80     | 208              | Vélez-Málaga  |
| Provinz Málaga | 103       | 1.773.136        | 7.301,45   | 243              | Málaga        |

## Größte Orte
Von den 103 Gemeinden der Provinz haben im Jahre 2024 20 jeweils mehr als 10.000 Einwohner.
| Gemeinde              | Einwohner |
| --------------------- | --------- |
| Málaga                | 591.637   |
| Marbella              | 159.000   |
| Mijas                 | 93.302    |
| Vélez-Málaga          | 85.990    |
| Fuengirola            | 85.859    |
| Estepona              | 78.413    |
| Benalmádena           | 77.654    |
| Torremolinos          | 70.933    |
| Rincón de la Victoria | 52.230    |
| Alhaurín de la Torre  | 44.057    |
| Antequera             | 41.619    |
| Ronda                 | 33.451    |
| Cártama               | 28.934    |
| Alhaurín el Grande    | 27.647    |
| Coín                  | 25.809    |
| Nerja                 | 22.187    |
| Torrox                | 21.583    |
| Manilva               | 18.099    |
| Álora                 | 13.570    |
| Pizarra               | 10.177    |

Kleinste Gemeinde ist Atajate mit 187 Einwohnern.
Bis 1995 war die jetzt autonome Stadt Melilla formell Teil der Provinz Málaga.

## Wirtschaft
Der bedeutendste Wirtschaftszweig ist der Tourismus. Einige der meistbesuchten Ferienziele Spaniens befinden sich entlang der Costa del Sol und der Flughafen von Málaga (IATA-Code: AGP) liegt, was das Passagieraufkommen betrifft, mit 11.565.735 Personen (Stand 2003) an vierter Stelle unter allen spanischen Flughäfen.
Zu den bekannten Urlaubsorten zählen zum Beispiel Marbella und Torremolinos, dessen Betonbauten zum Symbol für die Exzesse des Massentourismus geworden sind. Östlich von Málaga gibt es weniger Massentourismus, hier zählen Nerja und Torrox zu den beliebten Urlaubszielen.